# Costa de Cal Xamal
La Costa de Borrells és una costa que es troba al municipi de Fonollosa, a la comarca catalana del Bages.